# العلاقات الأسترالية الكوبية
العلاقات الأسترالية الكوبية هي العلاقات الثنائية التي تجمع بين أستراليا وكوبا.

## مقارنة بين البلدين
هذه مقارنة عامة ومرجعية للدولتين:
| وجه المقارنة                                              | أستراليا                                   | كوبا                              |
| --------------------------------------------------------- | ------------------------------------------ | --------------------------------- |
| المساحة (كم2)                                             | 7.69 مليون                                 | 109.88 ألف                        |
| عدد السكان (نسمة)                                         | 24.51 مليون                                | 11.48 مليون                       |
| الكثافة السكانية (ن./كم²)                                 | 3.19                                       | 104.48                            |
| العاصمة                                                   | كانبرا، ملبورن                             | هافانا                            |
| اللغة الرسمية                                             | لغة إنجليزية                               | اللغة الإسبانية                   |
| العملة                                                    | دولار أسترالي، جنيه إسترليني، جنيه أسترالي | بيزو كوبي، بيزو كوبي قابل للتحويل |
| الناتج المحلي الإجمالي (بليون دولار)                      | 1.32 تريليون                               | 87.13 مليار                       |
| الناتج المحلي الإجمالي (تعادل القوة الشرائية) بليون دولار | 1.10 تريليون                               |                                   |
| الناتج المحلي الإجمالي الاسمي للفرد دولار أمريكي          | 56.31 ألف                                  |                                   |
| الناتج المحلي الإجمالي للفرد دولار أمريكي                 | 45.92 ألف                                  |                                   |
| مؤشر التنمية البشرية                                      | 0.939                                      | 0.769                             |
| رمز المكالمات الدولي                                      | +61                                        | +53                               |
| رمز الإنترنت                                              | .au                                        | .cu                               |
| المنطقة الزمنية                                           |                                            | 00                                |

## منظمات دولية مشتركة
يشترك البلدان في عضوية مجموعة من المنظمات الدولية، منها:
| علم المنظمة | اسم المنظمة                   | تاريخ انضمام أستراليا | تاريخ انضمام كوبا |
| ----------- | ----------------------------- | --------------------- | ----------------- |
|             | يونسكو                        | 4 نوفمبر 1946         | 29 أغسطس 1947     |
|             | منظمة حظر الأسلحة الكيميائية  | ?                     | ?                 |
|             | منظمة التجارة العالمية        | ?                     | ?                 |
|             | الاتحاد البريدي العالمي       | ?                     | ?                 |
|             | منظمة الشرطة الجنائية الدولية | ?                     | ?                 |
|             | الأمم المتحدة                 | 1 نوفمبر 1945         | 24 أكتوبر 1945    |
|             | الاتحاد الدولي للاتصالات      | 27 مايو 1878          | 16 يناير 1918     |
|             | المنظمة الهيدروغرافية الدولية | ?                     | ?                 |

## وصلات خارجية
- موقع وزارة الخارجية الأسترالية
- موقع وزارة الخارجية الكوبية